# Георг Крістоф Ліхтенберг
Георг Крістоф Ліхтенберг (нім. Georg Christoph Lichtenberg; 1 липня 1742 — 24 лютого 1799) — німецький вчений, сатирик та англофіл. Як вчений, він став першим в Німеччині науковцем, який отримав звання професора виключно в галузі експериментальної фізики. У наш час ім'я Ліхтенберга найчастіше пов'язують з його посмертно опублікованими блокнотами нотаток (які сам він називав Sudelbucher — словом утвореним від англійського бухгалтерського терміну «скрепбук»), а також відкритими ним дивними деревоподібними електричними візерунками, що отримали назву фігури Ліхтенберга.

## Життєпис
Ліхтенберг був наймолодшим з семи дітей у родині пастора Йоганна Конрада Ліхтенберга (1689—1751). Його батько, який з часом піднявся в церковній ієрархії до посади суперінтенданта Дармштадту, був науково обізнаною людиною, що було незвичним для священика тих часів. Георг Ліхтенберг до десяти років навчався в домі своїх батьків, після чого вступив до латинської школи у Дармштадті. Гострий розум та інтелект хлопця були помічені дуже рано, але матеріальний стан родини не дозволяв йому займатися математикою, як він того хотів. Допоки мати у 1762 році не звернулася до ландграфа Людвіга VIII, який надав достатню кількість коштів. 1763 року Ліхтенберг вступив до Геттінгенського університету, де у 1769 році став екстраординарним професором фізики, а шість років по тому — ординарним професором. Цю посаду він займав до кінця свого життя.
Через неправильний розвиток хребта Ліхтенберг став горбатим. Це робило його незвично низьким, навіть за нормами 18-го століття. З часом стан тільки гіршав, що врешті призвело до появи проблем з диханням.
Коло наукових інтересів Ліхтенберга було дуже широким і окрім фізики включало в себе геодезію, метеорологію, астрономію та хімію. Як педагог він був новатором, і одним з перших почав демонструвати на своїх лекціях експерименти з використанням наукового обладнання, що було незвичним для тогочасного доволі сухого стилю викладання. Ліхтенберг був найпопулярнішою та найшанованішою персоною в Європейських інтелектуальних колах. Він підтримував добрі взаємини з більшістю видатних постатей своєї епохи, включаючи Ґете та Канта. 1784 року Алессандро Вольта відвідав Геттінген виключно з метою зустрічі з ним та ознайомленням з його експериментами. Видатний математик Карл Фрідріх Гаусс був присутній на його лекціях. 1793 року Ліхтенберг обраний членом Королівського товариства, був членом Геттінгенської академії наук. Також відомо, що він був почесним іноземним членом Петербурзької Академії наук.
Як фізик, він відомий за свої дослідження в галузі електрики і як першовідкривач розгалужених електричних розрядів в діелектрику, які в наш час називаються фігурами Ліхтенберга. 1777 року він побудував великий електрофор для генерування статичної електрики через електростатичну індукцію.
Цей прилад мав діаметр близько 2 м і був здатним виробляти розряди завдовжки до 38 см, що робить його одним з найбільших в історії. За його допомогою Ліхтенберг відкрив основний принцип сучасної технології ксерографічного копіювання. Розряджаючи точки з високою напругою біля ізолятора, він зафіксував дивні деревоподібні візерунки. Ці фігури Ліхтенберга в наш час визнаються зразками фракталів.
Саме він одним із перших (разом з Бенджаміном Франкліном) запропонував позначення різних електричних зарядів як «+» та «−» (додатна та від'ємна напруга). В цьому полягає важливий історичний внесок Ліхтенберга як фізика. До нього у властивості електрики вкладався зовсім інший зміст. Наприклад, електрика поділялася на «скляну» та «гуттаперчеву», «бурштинову» та «вовняну» та ін.
Ліхтенберг був одним з перших хто застосував блискавковідвід Бенджаміна Франкліна в Німеччині. Він встановив подібні пристрої на будівлях свого маєтку в Ґеттінгені. Крім того, він запропонував систему стандартних розмірів паперу, яка в наш час використовується у всьому світі (за винятком США та Канади) і закріплена в міжнародному стандарті ISO 216, в якому найчастіше вживаним є формат А4.
За запрошенням своїх студентів Ліхтенберг двічі відвідав Англію (від Пасхи і до початку літа 1770 року та з серпня 1774 року до Різдва 1775) де його сердечно зустрів Король Георг III з Королевою Шарлоттою. Впродовж прогулянки по королівській обсерваторії в Річмонді король запропонував йому посаду професора філософії. Також він зустрічався з учасниками експедицій капітана Кука. Велика Британія захопила Ліхтенберга і після своїх візитів він став добре відомим англофілом.
Він мав багато романів. Більшість його жінок були з бідних родин. 1777 року він зустрів Марію Стечард, якій на той час виповнилося 13 років. Після 1780 року вона жила з професором постійно до моменту своєї смерті у 1782 році. Наступного року він зустрів Маргарет Кельнер (1768—1848). Він одружився з нею у 1789 для того щоби дати їх можливість отримувати пенсію, оскільки він вважав що скоро помре. Вона народила йому шестеро дітей та пережила його на 49 років.
За свідченнями біографів, Ліхтенберг був схильним до прокрастинації. Він так і не зміг запустити першу в історії водневу повітряну кулю, а також постійно мріяв про написання новели в стилі твору «Історія Тома Джонса, знайди» Генрі Філдінга, проте ніколи не зміг закінчити більше декількох сторінок. Він помер у віці 56 років після короткотривалої хвороби.

## Записники
Впродовж свого життя, зі студентських років і до самої смерті, Ліхтенбург вів записники («скрапбуки» або Sudelbucher на німецькій). Кожний том отримав літеру алфавіту від A, яку було розпочато у 1765 році, до L що обірвалася із його смертю у 1799.
Ці записники вперше стали відомі світу після смерті Ліхтенберга. Їх опублікували його сини та брати у вигляді двох видань (1800—1806 та 1844—1853 років). З часів перших публікацій, тома G та H, і більшість тому K, були знищені або зникли. Вважається, що ці зниклі частини містили досить чутливі матеріали особистого характеру. Рукописи частин, що залишились в наш час зберігаються в університеті Ґеттінгена.
Записники містять різні цитати які приголомшили Ліхтенберга, назви книг які потрібно прочитати, автобіографічні нариси та короткі і довгі рефлексії. Саме ці рефлексії допомогли Ліхтенбергу завоювати свою посмертну славу. Сьогодні він вважається одним з найкращих афористів в інтелектуальній історії Заходу.
Деякі дослідники намагалися виділити певну цілісну систему думки з сукупності окремих розпорошених думок Ліхтенберга. Однак, все ж таки, Ліхтенберг не був професійним філософом і тому в нього не було необхідності мати будь-яку цілісну філософську систему.
Тим не менш, записники розкрили його критичний та аналітичний образ мислення з акцентом на експериментальні докази при вирішенні фізичних питань, через що він став одним з ранніх засновників та адвокатів сучасної наукової методології.

Чим більше досвіду та експериментальних даних накопичується в процесі дослідження природи, тим слабшими стають теорії. Проте не треба одразу їх залишати. Кожна гіпотеза, що колись вважалась гарною, може служити принаймні як засіб поєднання та систематизації окремих феноменів допоки не настане кращий час. Необхідно закрити очі на існуючі протиріччя у фактах, допоки не збереться достатня їх кількість, яка зможе виправдати витрати зусиль, необхідні для розбудови нової теорії.
(Ліхтенберг: записник JII/1602)
Рефлексії також включають в себе влучні спостереження людської природи, які дещо нагадують французьких моралістів 17-го століття.
Артур Шопенгауер захоплювався Ліхтенбергом і високо оцінював його записи. Він називав його одним з тих хто «думають за власним покликом» і тому є «справжніми мислителями для себе в обох сенсах слів». До цінителів записок Ліхтенберга також належать Ніцше, Фрейд та Вітґенштайн. За межами Німеччини Ліхтенберг відомий досить мало. Лев Толстой давав високу оцінку записам Ліхтенберга і дивувався «чому сучасні німці так нехтують цим письменником». Китайський письменник та літератор Цянь Чжуншу декілька разів процитував 'Чернетки' у своїх працях.
На честь Ліхтенберга названо кратер на Місяці.

## Інша діяльність
Як сатирик Ліхтенберг займає перші позиції серед німецьких письменників 18-го століття. Гострий, дотепний гумор часто втягував його в суперечки з відомими супротивниками, як наприклад, із шведським фізіогномістом Йоганном Каспаром Лафатером, чия наука — фізіогноміка
стала мішенню його жартів, або Іоганном Генріхом Воссом, чиї погляди на грецьку вимову, надалі, викликали потужну сатиру у одному з творів (нім. Uber die Pronunciation der Schopse des alten Griechenlandes). Також, Ліхтенберг засудив глузування Лоренса Стерна над ханжеством духовенства у його новеллі «Трістрам Шенді», назвавши це scandalum ecclesiae (скандалом для Церкви).

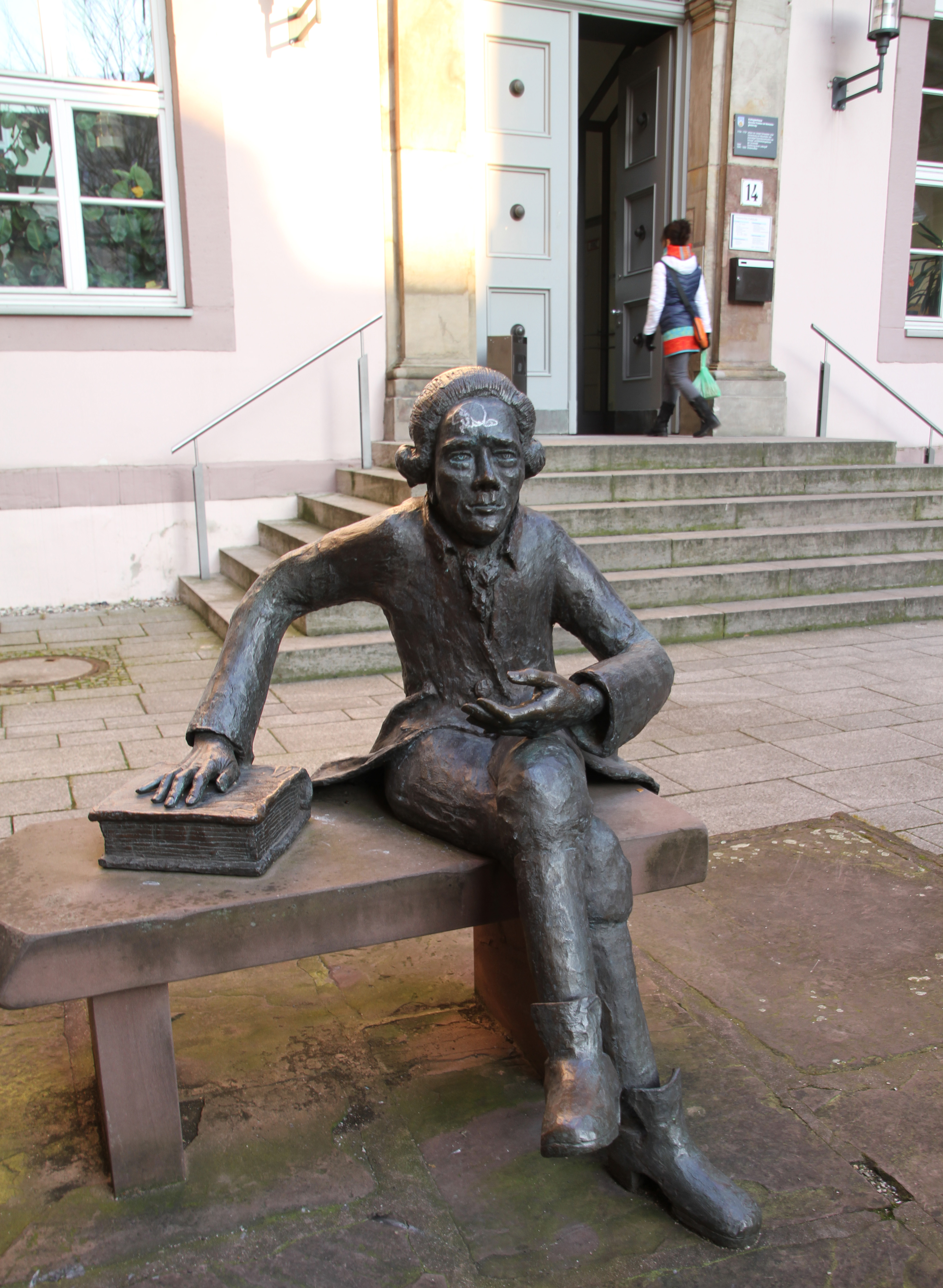
Пам'ятник Ліхтенбергу перед університетською бібліотекою

У 1777 році Ліхтенберг виступив проти явного наукового шарлатанства з боку Якоба Філадельфії. Ліхтенберг визнав його магом, а не фізиком, та створив сатиричний плакат, спрямований на перешкоджання проведенню Філадельфією його виставки у Ґеттінгені. Плакат, названий «Рекламою Ліхтенберга», описував екстравагантні та дивні трюки що мали бути виконані. В результаті, Філадельфія покинув місто, не провівши своєї вистави.
У 1784 році він організував публікацію підручника Anfangsgrunde der Naturlehre («Основи природничих наук»), написаного його другом та колегою Іоганном Крістіаном Ерлкслебеном незадовго до своєї передчасної смерті у 1799 році. До 1794 року вийшло ще три додаткових видання. Впродовж багатьох років ця книга залишалася основним підручником для фізиків Німеччини.
Він публікував Ґеттінґенський технічний календар (нім. Gottinger Taschencalender) починаючи з 1778 року та робив внески у Ґеттінґенський журнал науки та літератури (нім. Gottingisches Magazin der Wissenschaften und Literatur), який він редагував впродовж трьох років (1780—1782) разом з Георгом Форстером. Ґеттінґенський технічний календар був не лише звичайним повсякденним календарем, а містив короткі записи про природні феномени та нові наукові відкриття (що за сучасною термінологією можна назвати популярною наукою), а також цілі ессе, в яких автор боровся з знахарством та забобонами. В ньому також містилися нападки на письменників течії Буря та натиск. Згідно з духом доби Просвітництва Ліхтенберг намагався навчити простих людей використовувати логіку, розум та силу власного здорового ґлузду.
Під впливом візитів до Англії, він написав свої Листи з Англії (нім. Briefe aus England) в яких із захопленням описує акторську гру Девіда Гарріка. Це один з найпривабливіших його прижиттєво опублікованих творів. Також в період з 1794 по 1799 Ліхтенберг опублікував Детальний опис гравюри Хогарта (нім. Ausfuhrliche Erklarung der Hogarthischen Kupferstiche), в якому він описав сатиричні подробиці у друкованих зображеннях за авторством Вільяма Хогарта.
Фрейд (у своєму листі до Ейнштейна «Чому війна ?») згадує винайдення Ліхтенбергом, так званого «Компасу Мотивацій», у дискусії присвяченій формуванню складних людських мотивацій він цитує його як автора вислову "Мотивації, які ведуть нас до будь-яких дій, можуть бути впорядковані як тридцять два напрямки вітрів на компасі і отримати назви за тим самим принципом: наприклад, 'їжа-їжа-слава' або 'слава-слава-їжа' ".

## Вибрана бібліографія
Праці, опубліковані впродовж його життя
- Briefe aus England, 1776–78
- Uber Physiognomik, wider die Physiognomen, 1778
- Gottingisches Magazin der Wissenschaften und Litteratur, 1780–85 (ed. by Georg Christoph Lichtenberg and Georg Forster)
- Uber die Pronunciation der Schopse des alten Griechenlandes, 1782
- Ausfuhrliche Erklarung der Hogarthischen Kupferstiche, 1794—1799

Закінчені роботи на німецькій мові
- Schriften und Briefe, 1968–72 (4 vols., ed. by Wolfgang Promies)

Переклади на англійську
- The Lichtenberg Reader, 1959 (trans. and ed. by Franz H. Mautner and Henry Hatfield)
- The World of Hogarth. Lichtenberg's Commentaries on Hogarth's Engravings, 1966 (trans. by Innes and Gustav Herdan)
- Hogarth on High Life. The Marriage a la Mode Series, from Georg Christoph Lichtenberg's Commentaries, 1970 (trans. and ed. by Arthur S. Wensinger and W. B. Coley)
- Aphorisms, 1990 (trans. with an introduction and notes by R. J. Hollingdale), ISBN 0-14-044519-6, reprinted as The Waste Books, 2000, ISBN 978-0-940322-50-9
- Lichtenberg: Aphorisms & Letters, 1969 (trans. and ed. by Franz H. Mautner and Henry Hatfield), SBN 224-61286-7